# حاجی‌پور (پنجاب)
حاجی‌پور (به انگلیسی: Hajipur) یک منطقهٔ مسکونی در هند است که در بخش هوشیارپور واقع شده‌است. حاجی‌پور ۵٬۳۶۶ نفر جمعیت دارد و ۲۸۸ متر بالاتر از سطح دریا واقع شده‌است.